# Gynothemis uniseta
Gynothemis uniseta är en trollsländeart som beskrevs av Dirk Cornelis Geijskes 1972. Gynothemis uniseta ingår i släktet Gynothemis och familjen segeltrollsländor. Inga underarter finns listade i Catalogue of Life.